# Джош Макдауелл
Джослін «Джош» Макдауелл (народився 17 серпня 1939 р.) є євангельським християнським апологетом і євангелістом. Він є автором або співавтором понад 150 книг.
У 2006 році його книга «Докази, які вимагають вердикту» посіла 13 місце в списку найвпливовіших євангельських книг, опублікованих після Другої світової війни, за версією Christianity Today. Інші добре відомі назви: «Не просто тесля», «Готовий захист» і «Правий від неправди».

## Біографія

### Сім'я і виховання
Макдауелл народився в Юніон-Сіті, штат Мічиган, у 1939 році під ім'ям Джослін. Він один із п'яти дітей, народжених Вілмотом Макдауеллом. Старший біограф Джо Массер вказує, що Макдауелл боровся з низькою самооцінкою в молодості, оскільки його батько був жорстоким і страждав від алкоголізму. Макдауелл також розповів, що в дитинстві він неодноразово зазнавав сексуального насильства з боку фермерського працівника Уейна Бейлі, у віці від 6 до 13 років. Він зарахувався до Національної гвардії повітря, отримав базову підготовку та взяв на себе обов'язки з обслуговування техніки літаків. Після поранення в голову був звільнений зі служби.
Спочатку він мав намір продовжити юридичні дослідження, кульмінацією яких стане політична кар'єра, і почав підготовчі навчання в громадському коледжі Kellogg, дворічному молодшому коледжі в Батл-Крік, штат Мічиган. За словами Макдауелла, він був агностиком у коледжі, коли вирішив підготувати статтю, яка досліджуватиме історичні докази християнської віри, щоб спростувати їх. Однак він прийняв християнство після того, як, за його словами, знайшов докази за, а не проти. Згодом він вступив до Вітон коледжу у Вітон, штат Іллінойс, де отримав ступінь бакалавра мистецтв. Потім він навчався в Тальботській теологічній семінарії університету Біола, Ла Мірада, Каліфорнія. Він склав випускну роботу, вивчаючи теологію Свідків Єгови, і отримав ступінь магістра богослов'я, закінчивши з відзнакою magna cum laude.
Джош Макдауелл одружився з Дотті Юд, з якою у нього четверо дітей і десять онуків; вони живуть у Каліфорнії. Його син, Шон, також є християнським апологетом як доцент програми християнської апологетики в Теологічній школі Талбот університету Біола.

### Кар'єра і служіння
У 1964 році він став роз'їзним представником Campus Crusade for Christ International, парацерковного служіння, яке керує студентськими відділеннями в університетських і містечках коледжів, заснованих покійним Біллом Брайтом у 1950-х роках. Його тісна причетність до організації продовжується й досі.
Повночасне служіння Макдауелла в Campus Crusade for Christ почалося з його призначення доповідачем кампусу в Латинській Америці, де він спілкувався як з марксистськими, так і з фашистськими студентськими групами. Згодом він повернувся до Північної Америки, де став відомим як мандрівний доповідач, який виступав перед студентськими групами про християнську віру.
Частина його виступів була зосереджена на молодіжних проблемах у стосунках і сексуальних звичаях і відображена в таких семінарах, як «Максимальний секс» і «Чому чекати?» кампанія, яка заохочує статеву стриманість до шлюбу. Інші аспекти його служіння та написання зосереджені на питаннях самооцінки («Його образ, Моє зображення») та розвитку віри та характеру («Докази радості»). У 1980-х роках він також координував тримісячну програму учнівства в ретрит-центрі під назвою The Julian Center поблизу Сан-Дієго.

## Метод апологетики
Як практик християнської апологетики, Макдауелл зосереджувався на розгляді викликів вірі, питань, поставлених нехристиянами, сумнівів щодо віри та нехристиянських релігій. Макдауелл схильний наводити позитивні аргументи на підтримку віри в Ісуса Христа, наголошуючи на історичних і юридичних доказах для підтвердження автентичності біблійних текстів і божественності Христа.
У таких книгах, як «Докази, які вимагають вердикту», «Фактор воскресіння» та «Він ходив серед нас», Макдауелл упорядковує свої аргументи, викладаючи сукупність доказів, таких як археологічні відкриття, збережені рукописи біблійних текстів, здійснені пророцтва та чудо воскресіння. У своїй книзі «Не просто тесля» він поєднує історичні аргументи з юридичними аргументами щодо прямих свідків і непрямих доказів життя та воскресіння Ісуса.. Він використав подібну лінію аргументів у своїх дебатах під назвою «Чи Христос був розіп'ятий?» з південноафриканським мусульманином Ахмедом Дідатом у Дурбані в серпні 1981 року. Макдауелл каже, що «докази християнства в Святому Письмі не є вичерпними, але достатніми».
Інші напрямки його апологетики включали виклик методології, припущенням і висновкам, зробленим у вищій критиці Старого Завіту та критиці форми та редагування Євангелій. Його робота в цій галузі складалася з популярного підсумку наукових дебатів, зокрема євангельських дискусій щодо вищих критичних теорій. Наприкінці 1980-х і в 1990-х його апологетичні твори взаємодіяли з викликами, висловленими в таких популярних книгах, як «Свята кров і Святий Грааль», «Втрачені роки Ісуса» та творах гуманіста Джорджа А. Уеллса.
Він також зібрав апологетичні аргументи щодо доктрини божественності Христа, як у книзі «Ісус: біблійний захист його божественності». У двох супровідних томах він і його колега Дон Стюарт розглянули популярні питання та заперечення проти віри щодо біблійної непогрішності та біблійних розбіжностей, Ноєвого потопу та творіння проти еволюції.
Макдауелл і Стюарт також популяризували аргументи інших апологетів у християнському контркультовому русі, зокрема роботу Уолтера Мартіна в «Довіднику сучасних релігій». У своїй критиці культів і окультних вірувань Макдауелл і Стюарт зосереджуються на доктринальних апологетичних питаннях, особливо стосовно божественності Христа, і вказуючи на «єретичні» вірування в релігійних групах, які вони описують і які вони вважають неортодоксальними.
Підхід Макдауелла до апологетики підпадає під те, що протестантські теологи класифікують як «класичний» і «доказовий». У будь-якому з цих підходів до християнської апологетики передбачається, що аргументи на захист християнської віри можуть законно бути спрямовані як до віруючих, так і до невіруючих, оскільки людський розум розглядається як здатний зрозуміти певні істини про Бога. З іншого боку, пресупозиційна апологетика ставить під сумнів цю методологію, стверджуючи, що оскільки невіруючі частково пригнічують істину про Бога та протистоять їй (як Павло стверджує в Посланні до Римлян 1:18–20), проблема невіри також є етичним вибором, а не просто відсутність доказів.

## Праці Макдауелла

### Книжки українською
- Взаємозв’язок із батьком. — Християнське життя, 2011. — 176 с. — ISBN 978-617-503-064-6.
- Від вірувань до переконань. — OM EAST, 2012. — 314 с. — ISBN 978-617-203-091-2.
- Не просто тесля. — Християнське життя, 2010. — 166 с. — ISBN 978-611-503-051-6.
- Нові незаперечні свідчення, що потребують вироку. — Стефанус, 2005. — 1106 с. — ISBN 966-7213-04-8.
- Ошуканці. В що вірять культи, як вони приймають віруючих. — Пикорп, 1997. — 223 с.
- Правильний вибір. Повчальні біблійні історії. — Християнське життя, 2010. — 368 с. — ISBN 978-611-503-053-0.
- Свідок. Йому здавалося, що він знав правду; чому ж тоді йому доводилося втікати? — Християнське життя, 2012. — 208 с. — ISBN 978-617-503-104-9.
- Секрет любові. Ви можете мати тривалі і міцні стосунки любові. — Обетование миру, 2010. — 216 с. — ISBN 978-611-503-033-0.
- Слово, що будує стосунки. — Свічадо, 2008. — 232 с.
- У пошуках відповідей: "Код да Вінчі". — Свічадо, 2006. — 108 с. — ISBN 966-395-024-2.
- Як бути героєм для своїх дітей. — Свічадо, 2014. — 224 с. — ISBN 978-966-395-779-1.

### Книжки англійською
- Evidence That Demands A Verdict, First published 1972. Revised Edition, Here's Life Publishers, San Bernardino, California, 1979.
- More Than A Carpenter, Tyndale House, Wheaton, Illinois, 1977.
- Daniel in the Critics' Den, Here's Life Publishers, San Bernardino, California, 1979.
- Answers to Tough Questions, with Don Stewart, Here's Life Publishers, San Bernardino, California, 1980.
- Givers, Takers and Other Kinds of Lovers, with Paul Lewis, Tyndale House, Wheaton, 1980.
- Reasons Skeptics Should Consider Christianity, with Don Stewart, Here's Life Publishers, San Bernardino, California, 1981.
- More Evidence That Demands A Verdict, Revised edition, Here's Life Publishers, San Bernardino, California, 1981.
- The Resurrection Factor, Here's Life Publishers, San Bernardino, California, 1981.
- Prophecy: Fact or Fiction, Here's Life Publishers, San Bernardino, California, 1981.
- The Myths of Sex Education, Here's Life Publishers, San Bernardino, California, 1981.
- Guide To Understanding Your Bible, Here's Life Publishers, San Bernardino, California, 1982.
- Understanding Secular Religions, Here's Life Publishers, San Bernardino, California, 1982.
- Understanding Non-Christian Religions, with Don Stewart, Here's Life Publishers, San Bernardino, California, 1982.
- The Islam Debate, with John Gilchrist, Here's Life Publishers, San Bernardino, California, 1983.
- Jesus: A Biblical Defense of His Deity, with Bart Larson, Here's Life Publishers, San Bernardino, California, 1983.
- Handbook of Today's Religions, with Don Stewart, Here's Life Publishers, San Bernardino, California, 1983.
- Evidence Growth Guide, Here's Life Publishers, San Bernardino, California, 1983.
- Evidence for Joy, with Dale Bellis, Word, Waco, 1984.
- His Image, My Image, Here's Life Publishers, San Bernardino, California, 1984.
- The Secret of Loving, Here's Life Publishers, San Bernardino, California, 1985.
- Why Wait? with Dick Day, Thomas Nelson Publishers, Nashville, 1987.
- How to Help Your Child Say «No» to Sexual Pressure, Word Books, 1987.
- He Walked Among Us: Evidence for the Historical Jesus, with Bill Wilson, Here's Life Publishers, San Bernardino, California, 1988.
- Skeptics Who Demanded a Verdict, Tyndale House, Wheaton, 1989.
- The Dad Difference, with Norm Wakefield, Here's Life Publishers, San Bernardino, California, 1989.
- A Ready Defense, Thomas Nelson, Nashville, Tennessee, 1990.
- The Occult, with Don Stewart and Kurt Van Gorden, Here's Life Publishers, San Bernardino, CA, 1992.
- Don't Check Your Brains at the Door, Concordia Publishing House, 1992.
- Right From Wrong, with Bob Hostetler, Word, Dallas, 1994.
- The Father Connection: 10 Qualities of the heart that empower your children to make right choices, B&H Books, Nashville Tennessee 1996.
- The One Year Book of Josh McDowell's Youth Devotions, with Bob Hostetler, Tyndale House, Wheaton, 1997.
- New Evidence That Demands A Verdict, Word, Nashville, 1999.
- See yourself as God sees you, Tyndale House Publishers, Wheaton, Illinois, 1999.
- Disconnected Generation: Saving Our Youth From Self-Destruction, Word, Nashville, 2000.
- Beyond Belief to Convictions, with Bob Hostetler, Tyndale House, Wheaton, 2002.
- The Last Christian Generation, Green Key Books, Holiday, Florida, 2006.
- The Da Vinci Code: A Quest For Answers, Green Key Books, Holiday, Florida, 2006. (free PDF book, 112 pp, ISBN 1-932587-80-2)
- Evidence for the Resurrection, Regal Books, Ventura, California, 2009.
- More Than A Carpenter, Tyndale, Wheaton, Illinois, 2009.
- The Unshakable Truth: How You Can Experience the 12 Essentials of a Relevant Faith, Harvest House Publishers, 2010.
- Evidence for the Historical Jesus: A Compelling Case for His Life and His Claims, Harvest House Publishers, 2011.

## Схожі праці
- Нестрашний — раннє життя Джоша Макдауела, 65-хвилинний документальний фільм, сценарист і режисер Крістобаль Крузен, 2011.[12]
- Josh: The Excitement of the Unexpected, Джо Массер і Джош МакДауелл, видавництво Here's Life, Сан-Бернардіно, Каліфорнія, 1981. Також випущено під назвою A Skeptic's Quest.